# Sabahya
Genre
Sabahya est un genre d'araignées aranéomorphes de la famille des Pacullidae.

## Distribution
Les espèces de ce genre sont endémiques du Sabah en Malaisie à Bornéo.

## Liste des espèces
Selon World Spider Catalog (version 18.5, 15/11/2017) :
- Sabahya bispinosa Deeleman-Reinhold, 1980
- Sabahya kinabaluana Deeleman-Reinhold, 1980

## Publication originale
- Deeleman-Reinhold, 1980 : Contribution to the knowledge of the southeast Asian spiders of the families Pacullidae and Tetrablemmidae. Zoologische Mededelingen, vol. 56, p. 65-82 (texte intégral).